# Kärppäsaari (ö i Lappland, Norra Lappland, lat 68,98, long 27,90)
Kärppäsaari, nordsamiska: Puoiduusuálui, är en ö i Finland. Den ligger i sjön Enare träsk och i kommunen Enare i den ekonomiska regionen Norra Lappland och landskapet Lappland, i den norra delen av landet, 1 000 km norr om huvudstaden Helsingfors. Öns area är 89,9 hektar och dess största längd är 1,7 kilometer i öst-västlig riktning.